# Wartberg (Stuttgart)

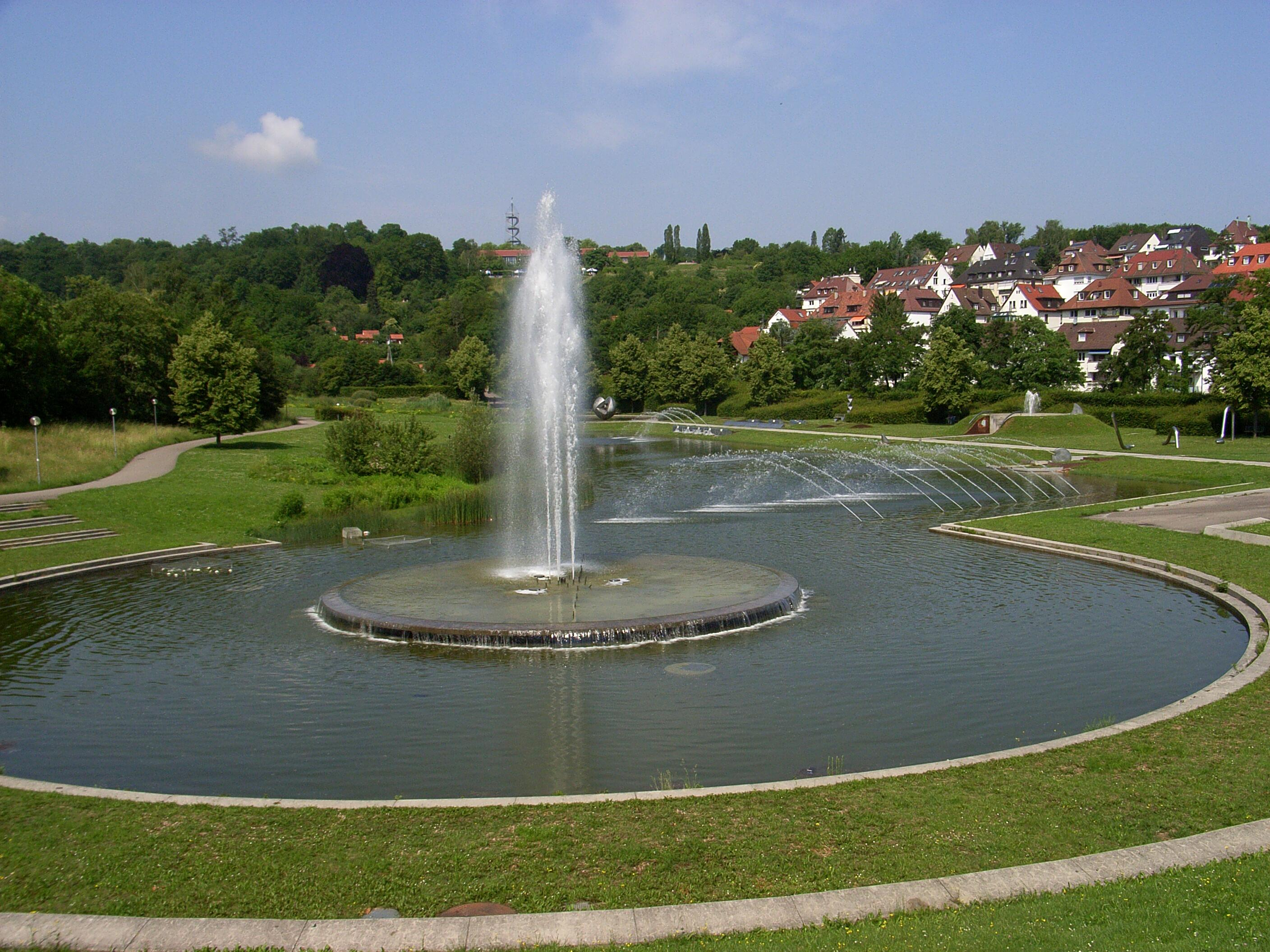
Wartberg

 Der Wartberg ist ein Talmuldengelände östlich des Killesbergs im Stuttgarter Nordosten, tangential umschlossen von der Stresemannstraße im Westen und der Heilbronner Straße im Osten. Der Wartberg gehört damit zum inneren Stadtbezirk Stuttgart-Nord.
Der Name geht auf die abgegangene Burg Wartenberg zurück.
Früher war der Wartberg eine Kleingartenanlage mit Streuobstwiesen und unzugänglichen Weinbergen sowie privaten Gärtnereien, geprägt von einem Richtung Westen 60 Meter hoch ansteigenden Terrain. Anfang der 1990er Jahre wurde er umgestaltet und für die Internationale Gartenbauausstellung 1993 (IGA´93) neu parzelliert und nach ökologischen Gesichtspunkten angelegt. Heute schlängeln sich zwei Serpentinenwege den Hang entlang. Dazwischen gibt es zahlreiche Mauern und Treppen, die noch aus der Zeit stammen, als hier der Weinanbau den Gebietscharakter prägte. In der Mitte befindet sich das filigrane Gebäude des Ökologiezentrums, im nördlichen Teil das Naturfreundehaus Steinbergle am Killesberg. Bergab, an verschiedenen Kunststationen vorbei, gelangt man zum optischen Blickfang des Wartbergs, dem Egelsee mit seiner eigens für die IGA gestalteten künstlichen Umgebung. An ihn schließt sich eine Reihe kleinerer Seen an, wegen ihrer Form „Krebsschwanz“ genannt. Wasserspeiende geometrische Figuren beleben die 5000 Quadratmeter große Seenfläche.
Der Bombay-Steg und der Brünner Steg über die Heilbronner Straße (benannt nach ausländischen Partnerstädten) verbinden den Wartberg südostwärts mit dem Leibfriedschen Garten.

## Kunststationen
Zur IGA '93 griff der Landschaftsarchitekt Hans Luz das Stationenkonzept wieder auf, das er und sein Büro bereits bei der Bundesgartenschau 1977 in Stuttgart und der Landesgartenschau 1981 in Baden-Baden erprobt hatten:
„So haben wir nach Stellen gesucht, an denen sich mit gestalteten Verdichtungen Ziel- und Aufenthaltspunkte, Stationen schaffen lassen und dafür auf den jeweiligen Ort bezogene Namen erfunden: Bei der Buche, Grottenloch, Keuper, Donars Stich, Der Leibfried usw. Wir dachten daran, diese Punkte mit einem Parcours zu verbinden, der einen Lebenslauf widerspiegelt: Liebe, Geburt, Spiel, Schaffen, Träumen, Politik, Wohnen, Leben und Vergehen. Wir wollten in diesen Weg auch das Wort einbeziehen und das Ganze zusammen mit uns bekannten und vertrauten Künstlern und Literaten verwirklichen.“
Von den Kunststationen, die zur IGA im Höhenpark Killesberg, auf dem Wartberg und im Leibfriedschen Garten errichtet wurden, sind heute noch 11 erhalten, darunter der Killesbergturm, der zur IGA geplant war, aber erst 2001 gebaut wurde.
Hinweis: Spalten mit einem Doppeldreieck in der Überschrift können Sie durch Klicken auf dieses Symbol sortieren. Wenn Sie innerhalb einer Sortierung nach einer weiteren Spalte sortieren möchten, müssen Sie das Symbol bei gedrückter Umschalttaste anklicken.
| Bild | Name              | Beschreibung | Künstler           | Koordinaten             |
| ---- | ----------------- | --- | ------------------ | ----------------------- |
|      | Bei der Buche     | Kreisförmig angeordnete Steinthrone, die die Krone einer Blutbuche auf der Erde nachzeichnen.                                                                 | Karina Raeck       | 48,80441° N, 9,17571° O |
|      | Bienengarten      | Rundes Gartenareal mit sechs Bienenstockskulpturen und Bienennährpflanzen.                                                                                    | Jeanette Zippel    | 48,8063° N, 9,17646° O  |
|      | Egelsee           | Künstlicher See mit zahlreichen Wasserspielen. | Hans Dieter Bohnet | 48,80448° N, 9,1818° O  |
|      | Grottenloch       | Rechteckiger, umfriedeter Bezirk, der das Wasser zweier Bäche über ein System von Wannen, Kanälen, Inseln und Kaskaden verteilt und zum Egelsee weiterleitet. | Michael Singer     | 48,8033° N, 9,17706° O  |
|      | Im Keuper         | Keuperwand mit negativer Eiform, Marmorei und Felsenquelle.                                                                                                   | Hans Dieter Bohnet | 48,80307° N, 9,17472° O |
|      | Unter den Stangen | 17 Messlatten markieren im Gelände die Höhe von 308 m über NN.                                                                                                | Hans Dieter Bohnet | 48,80314° N, 9,17617° O |